# Wanis Gheddafi
Wanis Gheddafi (Bengasi, 1924 – 31 agosto 1986) è stato un politico libico, Primo ministro della Libia dal settembre 1968 al 31 agosto 1969, quando fu destituito dal colpo di Stato organizzato da Muʿammar Gheddafi (che portava il medesimo cognome, pur non essendone parente).